# Microregione di Três Rios
Três Rios è una microregione dello Stato di Rio de Janeiro in Brasile, appartenente alla mesoregione di Centro Fluminense.

## Comuni
Comprende 5 municipi:
- Areal
- Comendador Levy Gasparian
- Paraíba do Sul
- Sapucaia
- Três Rios